# تفجير الديوانية 2011
في 21 يونيو/حزيران 2011، وقع تفجير انتحاري في الديوانية أمام منزل محافظ الديوانية. ويُعتقد أنه كان الهدف المقصود.  نجا من الهجوم، إلا أن الهجوم أسفر عن مقتل 27 شخصًا على الأقل، وإصابة أكثر من 30 آخرين. 
هجوم
وقع الهجوم في حوالي الساعة 7:30 صباحًا بالتوقيت المحلي عندما فجر انتحاري نفسه خارج منزل المحافظ. ويُعتقد أن الهجوم الثاني وقع بعد وقت قصير عندما وصلت خدمات الطوارئ إلى المنطقة.
وقع الهجوم أثناء عملية تبديل صباحية لأفراد الأمن.  ونتيجةً لذلك، كانت غالبية ضحايا الانفجار من أفراد أمن المحافظ. ويُعتقد أن المحافظ نفسه لم يُصب بأذى في الهجوم. يُعد هذا أول هجوم كبير في المدينة، منذ عام 2009 عندما قُتل ستة أشخاص في انفجار قنبلة مثبتة في حافلة، وعام 2007 عندما استهدفت قنبلة على جانب الطريق دورية شرطة، مما أسفر عن مقتل سبعة ضباط.

## العواقب
وقد أدت الهجمات إلى مزيد من النقاش، وخاصة بين الفصائل السياسية العليا في العراق، حول ما إذا كان ينبغي للولايات المتحدة أن تبقى في العراق لأغراض أمنية، فرغم أن كثيرين يشعرون بأن العنف قد انخفض في الآونة الأخيرة، فإن كثيرين يشعرون بالقلق إزاء الوضع بمجرد أن تسحب الولايات المتحدة آخر قواتها من البلاد في 31 ديسمبر/كانون الأول 2011. 